# Claude Roblet
Claude Roblet, né à Langres le 7 octobre 1758 et mort le 4 mars 1809 à Port Napoléon, à Maurice, est un médecin et explorateur français.  

## Biographie
Fils de François Robelet et de sa femme Marguerite Esprit, il étudie la médecine dès 1776 dans les hôpitaux de la Charité et de Saint-Laurent à Langres. Il officie ensuite de 1776 à 1779 dans les hôpitaux de Besançon avant de rejoindre Brest en 1779 muni d'une lettre de recommandation pour se faire engager à l’hôpital militaire comme élève. Nommé aide chirurgien le 4 mars 1781, il par pour les Indes à bord de L'Annibal, navire luttant contre la marine anglaise lors de la guerre entre la France et l'Angleterre. 
Le 25 octobre 1781, il arrive à l'île de France où il est affecté. Il embarque le 7 décembre 1781 comme chirurgien major sur La Pourvoyeuse, une des frégates de Suffren luttant contre l'amiral Edward Hughes. Il prend part à plusieurs batailles dont la bataille de Sadras (février 1782), celle du Provédien (avril 1782), la bataille de Négapatam (juillet 1782) et celle de Gondelour (juin 1783).
En décembre 1782, il lui est ordonné d'accompagner tous les malades à Trinquemalay, sur Le Vengeur où il sert jusqu'en février 1783 avant de s'engager sur le Petit Annibal avant la signature de la paix en septembre 1783.
En Inde il devient le premier médecin de la cour d'Aly Soubab au Deccan, dans le centre de l'Inde.
En 1790, il s'engage pour 90 £ sur le Solide dans la marine marchande pour une expédition autour du monde dirigée par Étienne Marchand. A son retour en 1793, il communique à Fleurieu un lexique des principaux termes employés par les populations des îles Marquises ainsi que divers objets utilisés dans les îles. Il vit à l'île de France où il travaille nommé chirurgien major des cantons de Pamplemousses, Poivrières du Rempart et de Flack. 
Le 20 janvier 1794, il épouse à Port Napoléon, Anne-Marie Noël dont il aura cinq enfants. Le couple adoptera en plus deux autres enfants. Roblet prend alors part à la lutte contre l'esclavagisme. 
Il meurt le 4 mars 1809 à Port Napoléon.